# Gorica pri Raztezu
Gorica pri Raztezu je naselje u Općini Krško u istočnoj Sloveniji. Gorica pri Raztezu se nalazi u pokrajini Dolenjskoj i statističkoj regiji Donjoposavskoj. 

## Stanovništvo
Prema popisu stanovništva iz 2002. godine Gorica pri Raztezu je imala 63 stanovnika.

## Vanjske poveznice
- Satelitska snimka naselja  Arhivirana inačica izvorne stranice od 29. srpnja 2017. (Wayback Machine)